# Linline Matauatu
Linline Matauatu (Porto Vila, 23 de março de 1991) é uma jogadora de vôlei de praia vanuatuense medalhista de prata no Campeonato Asiático de 2015 em Hong Kong, foi também medalhista de bronze nos Jogos da Commonwealth de 2018 na Austrália e medalhista de ouro nos Jogos do Pacífico Sul de 2011 na Nova Caledónia, além de medalha de ouro nos Mini Jogos do Pacífico Sul de 2017 em Vanuatu.

## Carreira
Na temporada de 2009 estreou no circuito mundial ao lado de  Joyce Joshua nos Abertos de Sanya e Phuket, e a partir de 2011 passa a jogar com Miller Pata  e foram campeãs dos Jogos do Pacífico Sul sediados em Nouméa e na etapa Challenge de Seul terminaram na nona posição, mesmo posto obtido no Evento Teste Olimpíada de Londres.
Em 2012 volta atuar com Joyce Joshua finalizaram no quinto lugar da etapa Challenge de Seul e no Campeonato Asiático de Vôlei de Praia em Haikou.
Nas competições de 2014 inicia com Loti Joe  e finalizou em nono lugar no Campeonato Asiático de 2014 em Jinjiang e terminaram na quinta posição, ao final da temporada volta atuar com Miller Pata e conquistaram os títulos da etapa de Hong Kong do Circuito Asiático e a etapa de Challenger de Pattaya.
Em 2015 iniciou com  Miller Pata, foram campeãs na etapa Songkhla e Ha Long, além de serem vice-campeãs em Nakhonsi, estas pelo circuito asiático; já no circuito mundial ficaram na quinta colocação no Aberto de Fuzhou e no Grand Slam de Long Beach, terminando em décimo sétimo posto no Campeonato Mundial nos Países Baixos, foi premiada com a jogadora que mas evoluiu (Most Improved); conquistaram a medalha de prata na edição do Campeonato Asiático de Hong Kong.
Em 2016, atuou novamente com Miller Pata e conquistaram na quinta posição no Campeonato  Asiático de Sydney, terminaram na quarta posição no Aberto de Fortaleza e foram vice-campeãs ma AVC Continental Cup. No ano de 2017 retoma a dupla com Loti Joe, terminando em quinto lugar no duas estrelas de Nantong e nono no torneio duas estrelas de Sydney do circuito mundial, mesmo osto obtido no circuito  asiático em Satun, quarto lugar na etapa de Can Tho e medalhistas de ouro nos Mini Jogos do Pacífico Sul de 2017 em Porto Vila.
Em 2018 volta a competir com Miller Pata no torneio uma estrela de Shepparton e terminaram em quinto lugar e foram medalhistas de bronze na edição dos Jogos da Commonwealth de 2018 realizados em Sydney. Em 2020 ao lado de Loti Joe, foram campeãs da etapa da Nova Zelândia da AVC Continental Cup, e obtiveram o vice-campeonato no circuito neozelandes na etapa de Mount Maunganui.

## Títulos e resultados
- Future de Fuzhou do Circuito Mundial de 2024
- Aberto de Fortaleza do Circuito Mundial de 2016

## Premiações individuais
- Jogadora que Mais Evoluiu do Circuito Mundial de Vôlei de Praia de 2015